# Micromyrtus rogeri
Micromyrtus rogeri är en myrtenväxtart som beskrevs av John William Green och Barbara Lynette Rye. Micromyrtus rogeri ingår i släktet Micromyrtus och familjen myrtenväxter. Inga underarter finns listade i Catalogue of Life.